# Строєнко Сергій Васильович
Сергій Васильович Строєнко (рум. Serghei Stroenco; нар. 22 лютого 1967, Миколаївка-Новоросійська, Саратський район УРСР — пом. 24 грудня 2013, Володимирівка (Слободзейський район) Молдова) — радянський та молдовський футболіст, захисник. Більшість кар'єри провів у тираспольському клубі «Тилигулі», виступав за збірну Молдови. Є рекордсменом чемпіонату Молдови за кількістю зіграних матчів — 445 і триразовим володарем Кубка Молдови з футболу. У 2010 році розпочав тренерську кар'єру в клубі «Академія УТМ», у сезоні 2011/12 років тренував кишинівський «Зімбру».
Молодший брат Андрій також виступав за «Тилігул», нині тренер.

## Клубна кар'єра
Кар'єру футболіста розпочинав у тираспольському клубі «Автомобіліст» у 1984 році, який в 1986 році був перейменований у «Текстильник». У той час клуб виступав у 5 зоні другої ліги СРСР. 1987 рік Строєнко провів у складі одеського СКА. З 1988 по 2001 рік Сергій виступав за «Текстильник», який за цей час був двічі перейменований, спочатку в «Тирас», а потім у «Тилігул». У сезоні 1990 року тираспольський клуб виступав у Першій лізі СРСР, в сезоні 1991 року «Тилігул» посів друге місце й отримав право наступного року брати участь у Вищій лізі чемпіонату країни, однак через розпад Радянського Союзу зіграти в лізі найсильніших тираспольчанам не вдалося. За тираспольський клуб Сергій грав до 2001 року, потім Строєнко перейшов у «Зімбру», за яке провів у чемпіонаті Молдови 14 матчів. З 2002 року виступав за кишинівський «Агро», в 2003 році повернувся знову в «Тилигул», де й завершив кар'єру гравця в 2009 році. Сергій Строєнко є однією з легенд тираспольського футболу, відігравши майже два десятка років за «Тилігул», в цілому за тираспольчан відіграв 497 матчів і забив 37 м'ячів.

## Кар'єра в збірній
Сергій Строєнко виступав за національну збірну Молдови з 1992 року, в цілому провів 46 матчів. Дебютував у головній команді країни 20 травня 1992 року в нічийному (1:1) товариському поєдинку проти Литви. 17 жовтня 2007 року Ігор Добровольський у терміновому порядку викликав його до збірної на матч проти Мальти в віці 40 років і 237 дні. Строєнко став найстаршим гравцем в історії національної команди Молдови, до цього Сергій востаннє залучався до збірної шість років тому. 
|                       | «Він не був переляканий, не вчинив жодної помилки і пішов з поля з капітанською пов'язкою» |
| — Ігор Добровольський |                                                                                            |

.

## Виступи на ветеранському рівні
Строєнко — багаторазовий чемпіон і володар Суперкубка Молдови серед ветеранів у складі команди «Геотермал». Свої останні два трофея Сергій завоював у грудні 2013 року. Цими трофеями були Кубок за чемпіонство і Суперкубок Молдавії в турнірах серед ветеранів молдовського спорту. У 2013 році був визнаний найкращим гравцем турніру в лізі ветеранів молдовського спорту.

## Тренерська діяльність
У липні 2010 року Сергій Строенко очолив команду «Академія УТМ». Під його керівництвом команда провела лише 10 турів у Національній дивізії сезону 2010/11, у вересні цього ж року Строенко був відправлений у відставку. 27 травня 2011 року був призначений головним тренером кишинівського «Зімбру». Перед Юрієм було поставлене завдання — виграти чемпіонат і Кубок Молдови, виконати його не вдалося. Під керівництвом Юрія «зубри» достроково забезпечили собі третє місце в чемпіонаті країни й отримали право зіграти у відбіркових матчах Ліги Європи. У травні 2012 року Сергій Строєнко був звільнений з тренерського поста.

## Смерть
24 грудня 2013 року автомобіль, за кермом якого знаходився Сергій Строєнко, зіткнувся з машиною, яка виїхала на зустрічну смугу на трасі «Тирасполь - Одеса». Колишній капітан молдавської збірної помер на місці. Звістка про трагедію потрясла весь футбольний світ країни. Прощання пройшло 26 грудня на Міському стадіоні міста Тирасполь. Провести в останню путь наставника прийшли родичі, друзі та колеги-футболісти. На церемонію похорону прибули глава молдовської федерації футболу Павло Чебану, тренер донецького «Шахтаря» Олександр Спірідон і тодішній головний тренер збірної Молдови Іон Карас.

## Пам'ять
- 27 грудня 2014 року в Тернівці на стадіоні «Динамо-Авто» відбувся матч серед ветеранів в пам'ять про Сергія Строенко, в товариській зустрічі, яка завершилася нічиєю з рахунком 6:6, зіграли збірні Тирасполя і Кишинева[20]. У грі взяли участь багато відомих футболістів: Євген Хмарук, Важа Тархнішвілі, Олександр Камальдінов, Дмитро Арабаджи, Євген Іванов, Олександр Верьовкін, Віктор Баришев-старший, Геннадій Тюмін, Сергій Вибіванцев, Віталій Кармак, Сергій Дубровін, Юрій Конусевич, Володимир Госперський та інші[21].
- 19 грудня 2015 року, на стадіоні «Динамо-Авто» в Тернівці відбувся турнір пам'яті Сергія Строенко. У ньому взяли участь 4 команди: ветерани Тирасполя, Бендер, Одеси, а також збірна УДАІ Придністров'я, з якою Строенко розпочав свою тренерську кар'єру. В результаті півфіналів й медальних матчів, чемпіоном стала команда Тирасполя. Вона з рахунком 3:2 перемогла в фіналі УДАІ, капітаном якої є син Сергія Строенка Ігор. Голами у переможців відзначилися Микола Мандриченка двічі й Сергій Новіков. Кубок переможцями вручила донька Сергія Строенка — Аліна. Турнір був організований зусиллями друзів Сергія Строенка й керівництвом клубу «Динамо-Авто» за технічної підтримки Федерації Футболу Молдови[22].

## Статистика виступів
| Команда           | Ліга                  | Сезон             | Матчі | Голи |
| ----------------- | --------------------- | ----------------- | ----- | ---- |
| «Автомобіліст»    | Друга ліга            | 1984              | 2     | 0    |
| «Автомобіліст»    | Друга ліга            | 1985              | 30    | 5    |
| «Текстильник»     | Друга ліга            | 1986              | 30    | 8    |
| СКА (Одеса)       | Друга ліга            | 1987              | 32    | 1    |
| «Текстильник»     | Друга ліга            | 1988              | 30    | 3    |
| «Текстильник»     | Друга ліга            | 1989              | 45    | 24   |
| «Тирас»           | Перша ліга            | 1990              | 33    | 4    |
| «Тилігул»         | Перша ліга            | 1991              | 40    | 7    |
| «Тилігул»         | Національний дивізіон | 1992              | 18    | 1    |
| «Тилігул»         | Національний дивізіон | 1992/93           | 25    | 4    |
| «Тилігул»         | Національний дивізіон | 1993/94           | 24    | 2    |
| «Тилігул»         | Національний дивізіон | 1994/95           | 24    | 2    |
| «Тилігул»         | Національний дивізіон | 1995/96           | 29    | 2    |
| «Тилігул»         | Національний дивізіон | 1996/97           | 22    | 4    |
| «Тилігул»         | Національний дивізіон | 1997/98           | 24    | 3    |
| «Тилігул»         | Національний дивізіон | 1998/99           | 21    | 1    |
| «Тилігул»         | Національний дивізіон | 1999/00           | 32    | 2    |
| «Тилігул»         | Національний дивізіон | 2000/01           | 27    | 3    |
| «Тилігул»         | Національний дивізіон | 2001/02           | 12    | 1    |
| «Зімбру»          | Національний дивізіон | 2001/02           | 14    | 0    |
| «Агро»            | Національний дивізіон | 2002/03           | 19    | 0    |
| «Тилігул»         | Національний дивізіон | 2003/04           | 26    | 0    |
| «Тилігул»         | Національний дивізіон | 2004/05           | 25    | 0    |
| «Тилігул»         | Національний дивізіон | 2005/06           | 27    | 0    |
| «Тилігул»         | Національний дивізіон | 2006/07           | 34    | 1    |
| «Тилігул»         | Національний дивізіон | 2007/08           | 26    | 0    |
| «Тилігул»         | Національний дивізіон | 2008/09           | 16    | 0    |
| Усього за кар'єру | Усього за кар'єру     | Усього за кар'єру | 687   | 78   |

## Досягнення

### Як гравця
- Національний дивізіон Молдови
  -  Срібний призер (6): 1992, 1992/93, 1993/94, 1994/95, 1995/96, 1997/98
- Кубок Молдови
  -  Володар (3): 1992/93, 1993/94, 1994/95
  -  Фіналіст (2): 1992, 1995/96

### Як тренера
- Національний дивізіон Молдови
  -  Бронзовий призер (1): 2011/12

## Цікаві факти
- Сергій Стененко був одним із 11 молдовських футболістів, який кинули виклик й перемогли Тоні Гоукса, про що останній написав у книзі «Гра молдаван у теніс» (англ. Playing the Moldovans at Tennis).